# Schwarzwald-Baar Klinikum Villingen-Schwenningen
Die Schwarzwald-Baar Klinikum Villingen-Schwenningen GmbH betreibt Krankenhäuser im Schwarzwald-Baar-Kreis.
Kliniken bestehen in Villingen-Schwenningen und dem Umfeld im Schwarzwald-Baar-Kreis.
Seit Juli 2009 wurde zwischen den Stadtbezirken Villingen und Schwenningen der Neubau für das sogenannte Zentralklinikum errichtet, das  2013 in Betrieb ging und die bisherigen Kliniken in Villingen, Schwenningen, St. Georgen u. a. ersetzte.
Gleichzeitig wurde die Klinik in Donaueschingen bis Mitte 2012 um ein Stockwerk ausgebaut.
Seit dem Neubau gehört das Schwarzwald-Baar Klinikum zu den zehn größten, nicht universitären Kliniken Baden-Württembergs sowie zu den 80 größten Deutschlands.
Die Klinik ist ein akademisches Lehrkrankenhaus des Universitätsklinikum Freiburg.

## Geschichte
Hervorgegangen ist das Schwarzwald-Baar Klinikum Villingen-Schwenningen durch den Zusammenschluss folgender Krankenhäuser:
- Klinikum der Stadt Villingen-Schwenningen GmbH
  - Städtische Krankenanstalten Villingen-Schwenningen, Villingen-Schwenningen
  - Goldenbühl-Krankenhaus, Villingen-Schwenningen
  - Städtisches Krankenhaus St. Georgen im Schwarzwald, St. Georgen im Schwarzwald
- Kreisklinikum Schwarzwald-Baar GmbH
  - Kreiskrankenhaus Donaueschingen GmbH, Donaueschingen
  - Städtisches Krankenhaus Furtwangen, Furtwangen im Schwarzwald

### Villingen-Schwenningen
- Klinik für Allgemein- und Viszeralchirurgie
- Klinik für Anästhesiologie und Intensivmedizin
- Klinik für Anästhesie, interdisziplinäre Intensivtherapie und Beatmungsmedizin
- Klinik für Frauenheilkunde und Geburtshilfe
- Klinik für Gefäßchirurgie und Gefäßmedizin
- Klinik für Hals-, Nasen-, Ohrenheilkunde, Kopf- und Hals-Chirurgie
- Klinik für Innere Medizin I Gastroenterologie
- Klinik für Innere Medizin II Hämatologie/Onkologie
- Klinik für Innere Medizin III Kardiologie
- Klinik für Interdisziplinäre Notaufnahme
- Klinik für Kinder- und Jugendmedizin
- Klinik für Kinder- und Jugendchirurgie
- Apotheke (Institut für Klinische Pharmazie)
- Klinik für Neurochirurgie
- Klinik für Neurologie
- Institut für Pathologie
- Physiotherapie und Rehabilitation
- Klinik für Plastische, Hand- und Ästhetische Chirurgie
- Institut für Radiologie und Nuklearmedizin
- Klinik für Strahlentherapie und Radioonkologie
- Klinik für Unfall- und Wiederherstellungschirurgie
- Klinik für Urologie und Kinderurologie

### Donaueschingen
- Klinik für Innere Medizin IV Allgemeine Innere Medizin/Geriatrie
- Lungenzentrum
- Kontinenzzentrum Südwest
- Klinik für Orthopädie und Rheuma-Orthopädie
- Klinik für Psychotherapeutische Medizin

### St. Georgen
Am 20. April 2012 wurde die Klinik in St. Georgen geschlossen. Die bis zur Schließung dort ansässigen Fachkliniken für Psychotherapeutische Medizin und Plastische-, Hand- und Ästhetische Chirurgie befinden sich jetzt in Donaueschingen.

## Rettungshubschrauber Christoph 11

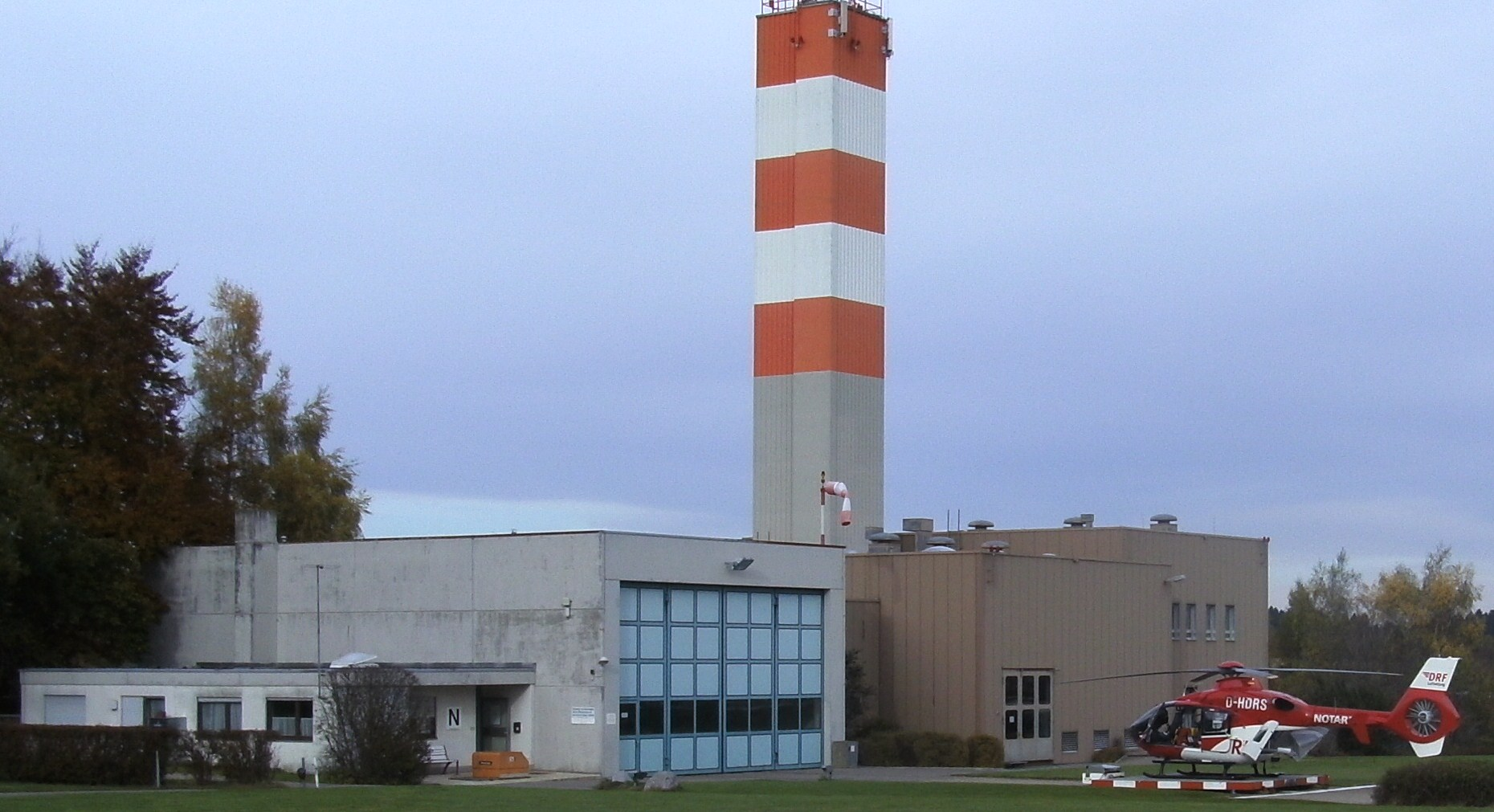
Rettungshubschrauber Christoph 11 vor seinem alten Hangar am technischen Betriebsgebäude des Schwenninger Krankenhauses

Villingen-Schwenningen ist das höchstgelegene Luftrettungszentrum Deutschlands. Hier ist der Intensiv-Transport-Hubschrauber Christoph 11 (Airbus Helicopters H145) stationiert. Träger des Luftrettungszentrums ist der DRK Kreisverband Villingen-Schwenningen e. V. in Kooperation mit der DRF Luftrettung, welche die Maschine und den Piloten stellt. Christoph 11 ist der einzige Hubschrauber, der vom DRK betrieben wird. Seit 1. Oktober 2017 ist er im 24-Stunden-Betrieb, die Maschine steht nachts im Hangar.